# Wilhelm Droll
Wilhelm Droll (* 22. April 1893 in Bochum; † 21. April 1967) war ein deutscher Politiker der CDU.

## Ausbildung und Beruf
Wilhelm Droll absolvierte nach der Volksschule eine dreijährige Lehrzeit bei der Bergbau-Berufsgenossenschaft. Er durchlief die kaufmännische Handelsschule und belegte Fachkurse. Droll besuchte die Verwaltungs- und Wirtschaftsakademie. Bis zur Pensionierung war er bei der Bergbau-Berufsgenossenschaft in Bochum tätig; zuletzt war er Oberinspektor.

## Politik
Wilhelm Droll war langjähriges Mitglied der Zentrumspartei. Seit Gründung der CDU war er deren Mitglied. Er war Landesvorstandsmitglied der westfälischen CDU und ab 1951 Vorstandsmitglied des Bundeskriegsopferausschusses der CDU. Er fungierte zunächst als Vorstandsmitglied, später dann als Vorsitzender des Kriegsopferausschusses der westfälischen CDU. Als Stadtverordneter in Bochum wirkte er von 1946 bis 1956.
Wilhelm Droll war vom 1. Juni 1956 bis zum 12. Juli 1958 und vom 8. August 1961 bis zum 20. Juli 1962 Mitglied des 3. und 4. Landtages von Nordrhein-Westfalen, in den er jeweils nachrückte. Der Landtag wählte ihn zum Mitglied der zweiten (1954) und dritten (1959) Bundesversammlung.